# USB Type-C

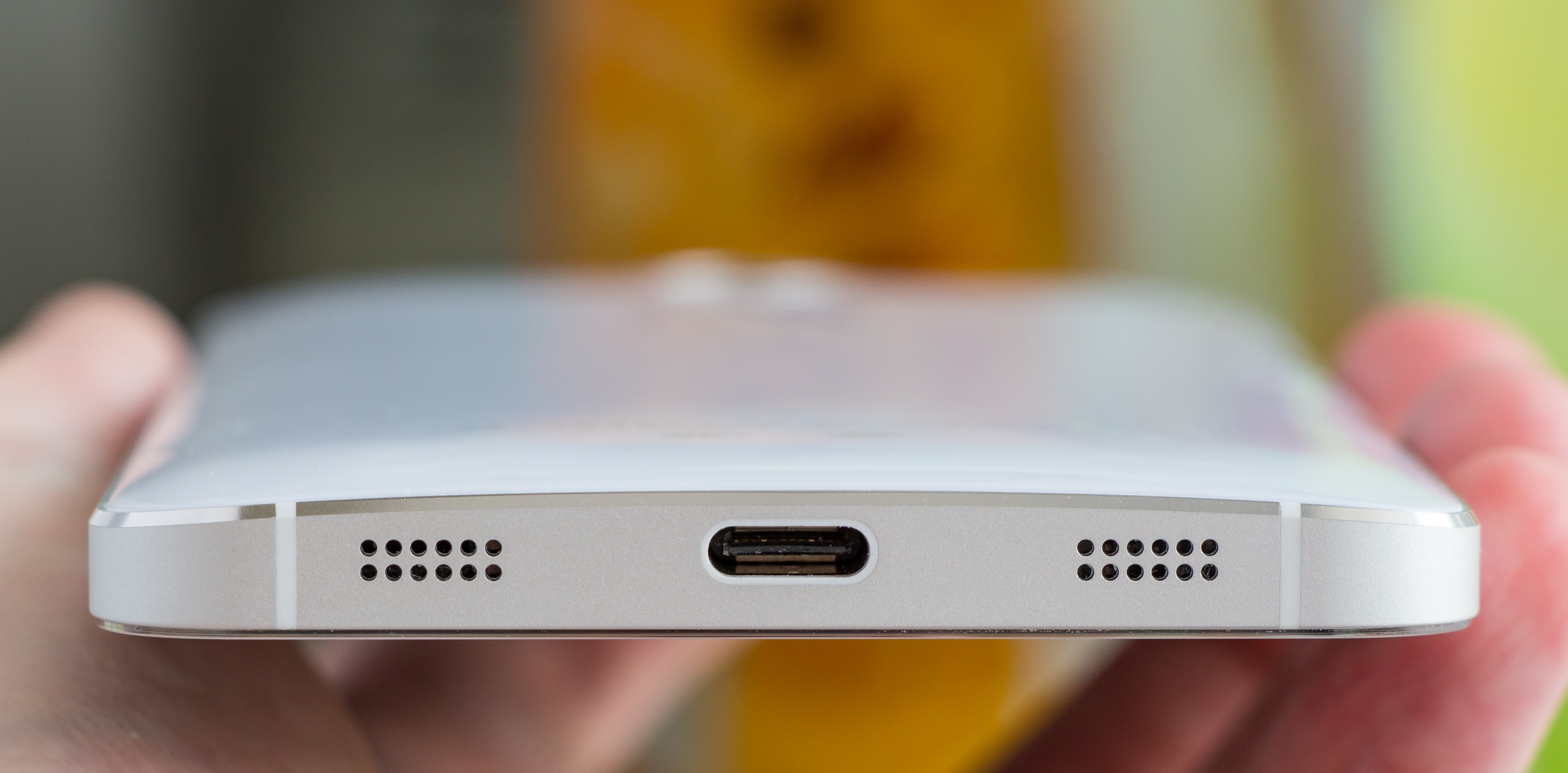
智能手機上的USB-C端口

USB Type-C，又稱USB-C，是一種通用序列匯流排（USB）的硬體介面形式，外觀上最大特點在於其上下端完全一致，與USB Type-A相比不再區分USB正反面。
USB-C規範1.0由USB開發者論壇（USB-IF）發布，並於2014年8月完成。與USB 3.1規格大致相同。但USB-C只是一個接口，不一定支援USB 3.x或Power Delivery（許多手機的USB-C仍然使用USB 2.0）。自從2014年USB-C規範發佈後，許多新款的Android行動裝置、筆記型電腦、桌上型電腦甚至是遊戲機等3C裝置開始使用這種連接埠。Windows 10原生支援USB-C。

## 簡介

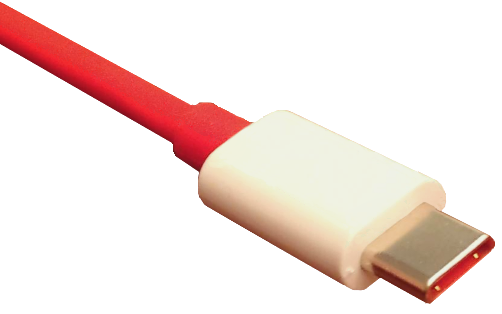
USB-C插頭

USB-C介面尺寸為8.3×2.5毫米，小於USB Type-A介面，但略大於許多手機採用的尺寸6.85×1.8毫米的micro-USB介面。至於電力傳輸規格，線材標準為直流電5V、5A，而連接器為3A。全球首套USB 3.1主控端與裝置端原型，則由ASMedia於2014年的USB-IF年會中發表。
USB 3.0 Promoter Group主席Brad Saunders在接受採訪時表示：「雖然USB技術在設備連接和設備充電中是最受歡迎的，但是我們仍然意識到我們需要開發一個新的接頭來滿足不斷發展的設計趨勢，比如設備尺寸和可用性的進步。新的USB-C接頭將迎合市場的需求並為未來的USB版本奠定一個基礎。」

## 引腳
完整的USB TypeC插座共有24個引腳，兩邊各12個。市面上有缩减针脚的版本，常见的有16p（缩减SuperSpeed信号引脚）、6p（缩减除2针CC信号引脚之外的所有信号引脚）、4p或2p（只供电）。

母頭，但為內凸

公頭，內凹以避免線路外露

| A1                                                            | GND    | 接地 | B12 | GND    | 接地 |
| A2                                                            | SSTXp1 | SuperSpeed差分信號#1，TX，正 | B11 | SSRXp1 | SuperSpeed差分信號#1，RX，正 |
| A3                                                            | SSTXn1 | SuperSpeed差分信號#1，TX，負 | B10 | SSRXn1 | SuperSpeed差分信號#1，RX，負 |
| A4                                                            | VBUS   | 總線電源 | B9  | VBUS   | 總線電源 |
| A5                                                            | CC1    | 承载连接过程中的传输方向确认和正反插确认，及 USB PD BCM 码信号传输功能，以实现负载功率配置                                                                        | B8  | SBU2   | 辅助信号，不同场景不同用途（例如在 DisplayPort 的 DP Alt Mode 模式下进行信号传输时，作为音频传输通道; 又例如在 USB-C 模拟音频耳机附件模式，则作为麦克风信号通道） |
| A6                                                            | Dp1    | USB 2.0差分信號，position 1，正 | B7  | Dn2    | USB 2.0差分信號，position 2，負 |
| A7                                                            | Dn1    | USB 2.0差分信號，position 1，負 | B6  | Dp2    | USB 2.0差分信號，position 2，正 |
| A8                                                            | SBU1   | 辅助信号，不同场景不同用途（例如在 DisplayPort 的 DP Alt Mode 模式下进行信号传输时，作为音频传输通道; 又例如在 USB-C 模拟音频耳机附件模式，则作为麦克风信号通道） | B5  | CC2    | 承载连接过程中的传输方向确认和正反插确认，及 USB PD BCM 码信号传输功能，以实现负载功率配置                                                                        |
| A9                                                            | VBUS   | 總線電源 | B4  | VBUS   | 總線電源 |
| A10                                                           | SSRXn2 | SuperSpeed差分信號#2，RX，負 | B3  | SSTXn2 | SuperSpeed差分信號#2，TX，負 |
| A11                                                           | SSRXp2 | SuperSpeed差分信號#2，RX，正 | B2  | SSTXp2 | SuperSpeed差分信號#2，TX，正 |
| A12                                                           | GND    | 接地 | B1  | GND    | 接地 |
| USB 2.0差分信號只會連接其中一邊。因USB Type-c Plug 無B6、B7。 |        | |     |        | |

## 其他特性
USB-C的其他特性如下：
- 正確插入後發出聲音。
- 通過USB Power Delivery技術，可用於3C產品（如筆記型電腦、智能手機）的充電。
- 增進的電磁干擾（EMI） 與射頻干擾（RFI mitigation）特性。
- 可選整合影音介面，如DisplayPort、HDMI、MHL[5][6]、GPMI。
- 可選整合資料介面，如Thunderbolt、USB4。
- 可選整合充電介面，如手機通過此接口與原廠選配充電器相連，則會提示進入快速充電（多數為私有協議，也有支持PD的）模式。

## 支援產品
从2015年起，有许多支持USB-C的电子产品面世，例如乐视超级手机1、Nexus 5X、Nexus 6P以及2017年上市的任天堂Switch等。現時大部分新款Android電子產品都使用USB-C接口，如三星Galaxy S23、Sony Xperia 1等智慧型手機。
蘋果公司也在2015年起於MacBook改用USB C，2018年11月7日推出的iPad Pro (第三代)亦改用USB C接口，2020年10月23日推出的iPad Air (第四代)亦改用USB C接口，2021年9月14日推出的iPad Mini (第六代)亦改用USB C接口，2022年10月26日推出的iPad (第十代) 亦改用USB C接口，2023年9月13日推出的iPhone 15及iPhone 15 Pro也改用USB C接口。
- 第一款引入USB-C的產品是NOKIA於2014年出產的NOKIA N1平板電腦，但其并不完全符合 USB-C 的规范标准，传输速率仍相当于USB 2.0。
- 第二款引入USB-C的产品是谷歌于2015年出产的Chromebook Pixel，但同时保留了传统接口。
- 第三款引入USB-C的產品是蘋果公司於2015年出產的全新MacBook。（由於最高速度只有5Gbps，所以檔案傳輸速度比舊款Mac的Thunderbolt介面慢。）
- 第四批引入USB-C的產品為主機板，2015年華碩、技嘉、微星、華擎主機板開始使用USB-C接口。

## 歐盟建議統一採用
歐盟執委會於2021年9月23日表示，為減少消費者的不便及不必要的浪費，將會向歐洲議會提案，要求在歐盟出售的電子設備，例如智能電話、平板電腦、數碼相機及遊戲機手柄等，應統一採用USB-C接口，並會提供兩年時間的調整期。歐盟執委會表明有關決定並非針對堅持使用Lightning接頭的蘋果公司，但各電子設備供應商經歷長達十年的談判仍未能達成共識，因此需要作出有關決定。2022年拍板，最遲至2024年秋天全面停售截止，此後所有接口都會統一至USB Type-C形式。